# Anna Niewiadomska
Anna Elżbieta Niewiadomska (ur. 19 października 1955 w Zamościu, zm. 24 października 2023) – polska urzędniczka i dyplomatka; ambasador RP w Meksyku (2009–2013).

## Życiorys
Absolwentka studiów ibero- i latynoamerykańskich na Uniwersytecie Warszawskim. Odbyła także kursy w Ecole Nationale d’Administration oraz brytyjskiej National School of Government. W latach 90. rozpoczęła pracę w administracji rządowej, pełniąc między innymi funkcję szefowej dyrekcji generalnej ds. książki i czytelnictwa w Ministerstwie Kultury, a następnie dyrektorki departamentu zagranicznej polityki kulturalnej.
Jako przedstawiciel Polski uczestniczyła w pracach Rady Europy, pełniąc w latach 1996–2000 funkcje wiceprzewodniczącej i przewodniczącej Komitetu Kultury Rady Europy. Brała udział m.in. w misjach Rady Europy, oceniających sytuację społeczną i polityczną w byłej Jugosławii. W latach 2001–2005 pracowała w Ambasadzie w Waszyngtonie jako I radca. Następnie powróciła na stanowisko dyrektorskie w Ministerstwie Kultury. Od 2009 do 15 grudnia 2013 była ambasadorką RP w Meksyku. W 2014 wygrała konkurs na dyrektorkę Biura Ministra w Ministerstwa Kultury i Dziedzictwa Narodowego. Od 2019 prowadziła zajęcia w Szkole Głównej Handlowej w Warszawie.
Pochowana na warszawskim cmentarzu w Aleksandrowie.